# Karl Friedrich Endell
Karl Friedrich Endell (* 7. April 1843 in Stettin; † 8. März 1891 in Berlin) war ein deutscher Architekt und ranghoher preußischer Baubeamter.

## Leben

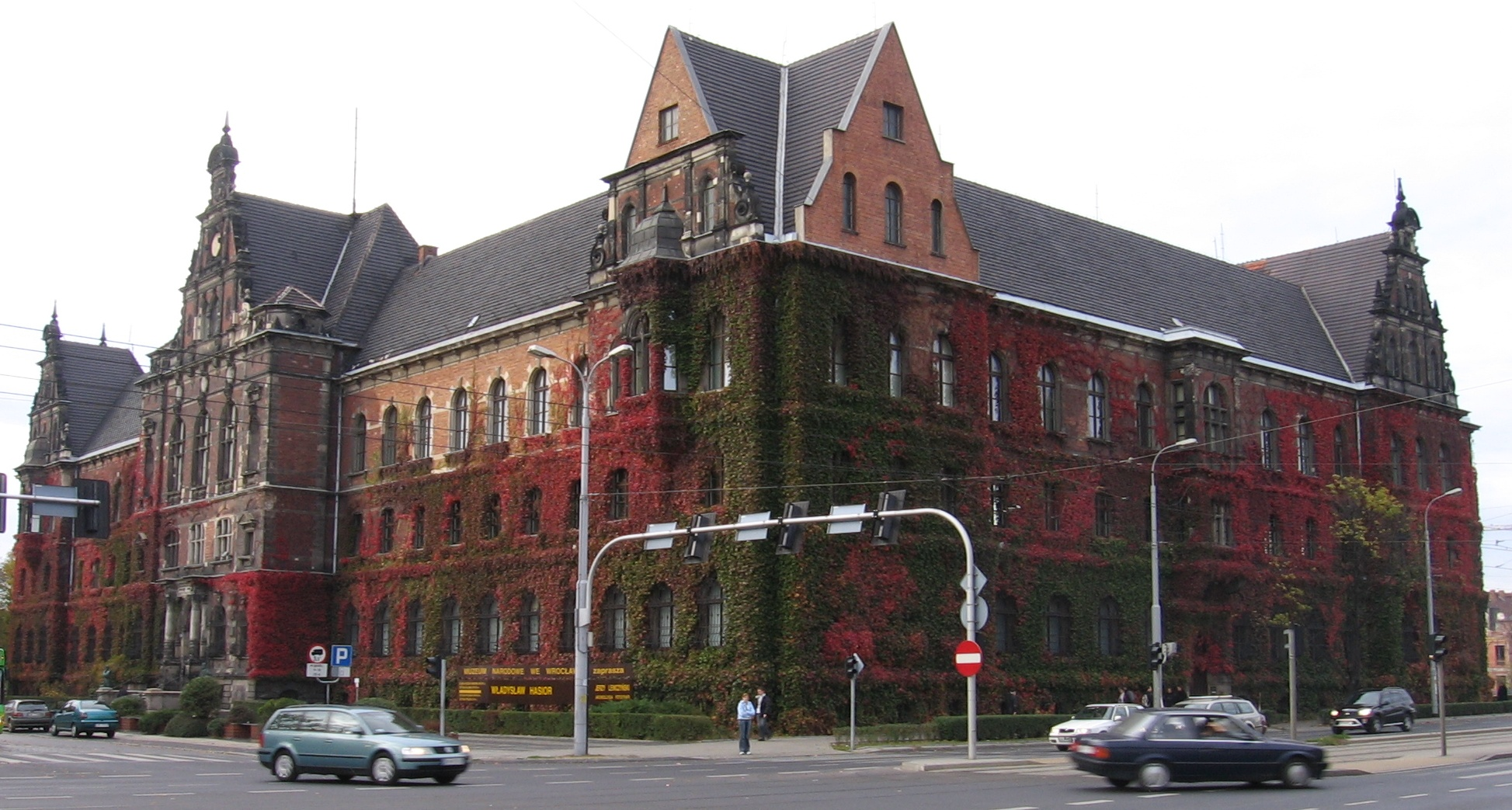
Gebäude der Bezirksregierung Breslau

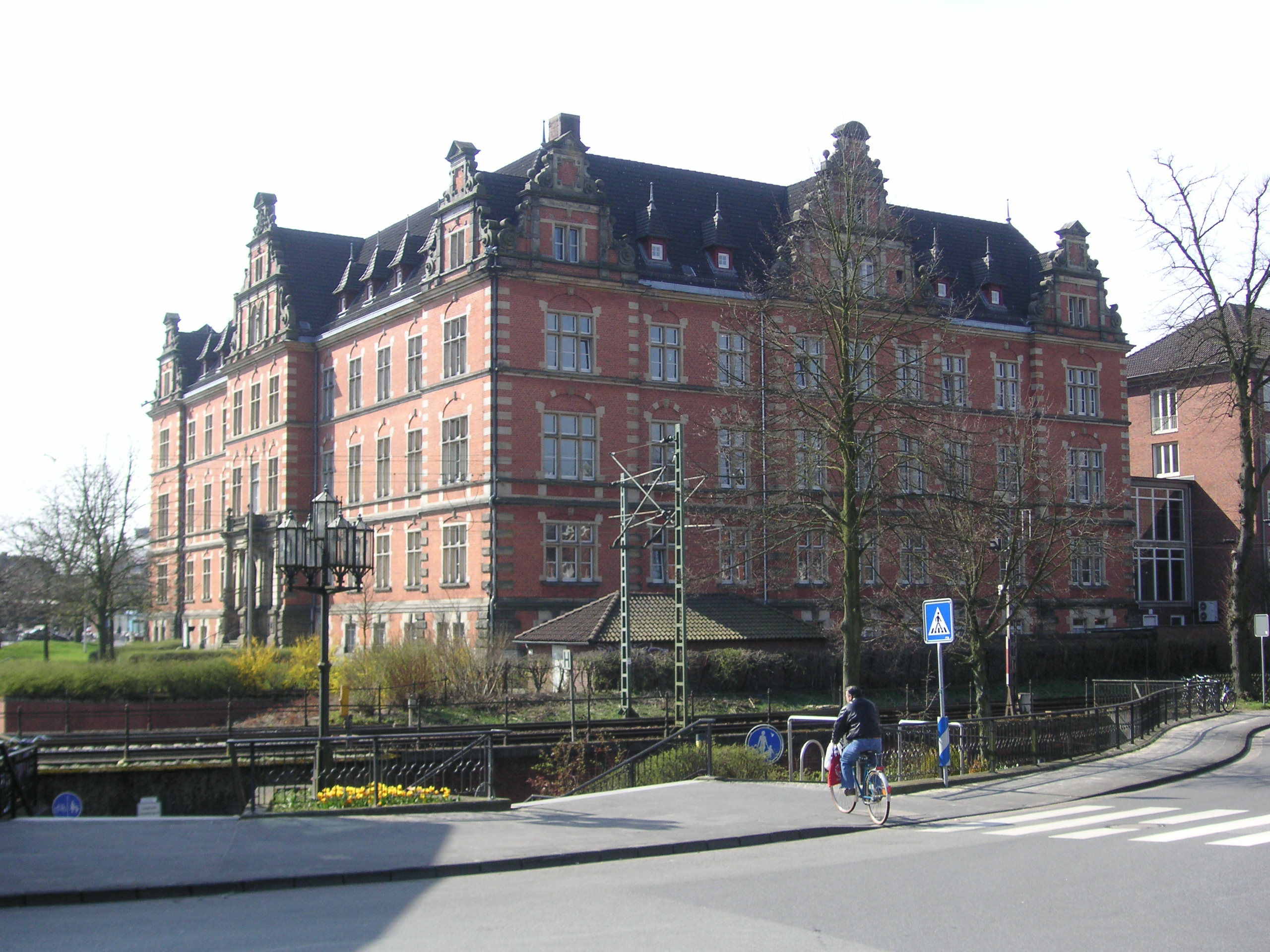
Regierungsgebäude Stade

1863 machte Endell sein Abitur am Marienstiftsgymnasium in Stettin. Nach einem Elevenjahr nahm er ein Studium an der Berliner Bauakademie auf, das er mit der Bauführer-Prüfung abschloss. Nach einigen weiteren Jahren praktischer Tätigkeit legte er 1871 die Baumeister-Prüfung ab. Anschließend war er im Bereich der preußischen Wasserbauverwaltung in Stettin und Swinemünde tätig. Von 1872 bis 1876 an der Kgl. Regierung Stettin, 1873 Landbaumeister, von 1872 bis 1875 Bauleitung bei der OPD Stettin. Ab 1876 arbeitete er dann in der Bauabteilung des preußischen Ministeriums für Handel, Gewerbe und öffentliche Arbeiten in Berlin. Dort stieg er bis zum Oberbaudirektor (1889) auf in der Nachfolge von Heinrich Herrmann.
Von 1876 bis 1882 war Endell Redakteur der Zeitschrift für Bauwesen und 1880/1881 Mitbegründer des Centralblatts der Bauverwaltung.
1889 wurde er als ordentliches Mitglied in die Preußische Akademie des Bauwesens berufen.
Karl Friedrich Endell starb 1891 im Alter von 47 Jahren in Berlin und wurde auf dem Alten Zwölf-Apostel-Kirchhof in Schöneberg beigesetzt. Das Grab ist nicht erhalten.

## Bauten und Entwürfe
Unter Endells dienstlicher Zuständigkeit wurden vor allem Gerichtsgebäude und Dienstgebäude für verschiedene Bezirksregierungen entworfen und ausgeführt. Obwohl hochrangige, leitende Baubeamte der zentralen preußischen Baubehörde im Regelfall nur geringen Anteil an der konkreten Planung einzelner Gebäude hatten, wies der Autor Lorenz in seinem Nachruf auf Endell 1891 nachdrücklich darauf hin, dass Endell im Gegensatz zu dieser Praxis stets großen Einfluss auf die Bauprojekte nahm und ihm somit eine Urheberschaft an den Entwürfen bzw. an den ausgeführten Gebäuden zugesprochen werden kann.
- 1879–1883: Zuchthaus in Herford
- 1881–9999: Königliches Regierungsgebäude (Verwaltungsgebäude für die Bezirksregierung) in Königsberg i. Pr.
- 1883–9999: Landgericht in Potsdam (heute Amtsgericht Potsdam)
- 1883–1893: Amtsgericht in Köln
- 1884–9999: Verwaltungsgebäude für die Bezirksregierung in Breslau (heute Nationalmuseum Breslau)
- 1884–1889: Justizpalast in Frankfurt am Main (heute Amtsgericht Frankfurt am Main)
- 1885–1888: Verwaltungsgebäude für die Bezirksregierung in Stade (heute Landesbehörde für Straßenbau und Verkehr)
- 1886–1888: Staatsarchiv in Münster (heute Landesarchiv Nordrhein-Westfalen Abteilung Westfalen)
- 1886–1889: Regierungsgebäude am Domplatz in Münster (1965 abgerissen)
- 1887–1888: Amtsgericht in Aachen (erhalten)
- 1887–1888: Oberpräsidial- und Regierungsgebäude (Sitz des Oberpräsidiums der Provinz Westpreußen und des Regierungsbezirks Danzig) in Danzig
- 1887–1889: Regierungsgebäude (Sitz des Regierungsbezirks Hildesheim) in Hildesheim, Domhof
- 1889–1892: Landgericht in Bochum (nach Kriegsschäden verändert; um 1972 abgebrochen)
- 1889–1892: Amtsgericht in Krefeld
- 1890–1894: Oberlandesgericht Hamm,[3] heute Rathaus der Stadt Hamm
- 1892–9999: Amtsgericht in Bernkastel-Kues (erhalten)
- Verwaltungsgebäude für die Bezirksregierung in Kiel
- Verwaltungsgebäude für die Bezirksregierung in Merseburg